# 1732
- Wikisource

| Calendário gregoriano                                                        | 1732 MDCCXXXII                      |
| Ab urbe condita                                                              | 2485                                |
| Calendário arménio                                                           | 1181 – 1182                         |
| Calendário bahá'í                                                            | -112 – -111                         |
| Calendário budista                                                           | 2276                                |
| Calendário chinês                                                            | 4428 – 4429 Início a 27 de janeiro  |
| Calendário copta                                                             | 1448 – 1449                         |
| Calendário etíope                                                            | 1724 – 1725                         |
| Calendários hindus - Vikram Samvat - Calendário nacional indiano - Cáli Iuga | 1787 – 1788 1653 – 1654 4832 – 4833 |
| Calendário Holoceno                                                          | 11732                               |
| Calendário islâmico                                                          | 1145 – 1146                         |
| Calendário judaico                                                           | 5492 – 5493                         |
| Calendário persa                                                             | 1110 – 1111                         |
| Calendário rúnico                                                            | 1982                                |
| Calendário solar tailandês                                                   | 2275                                |

1732 (MDCCXXXII, na numeração romana) foi um ano bissexto do século XVIII do actual Calendário Gregoriano, da Era de Cristo, e as suas letras dominicais foram  F e E (52 semanas), teve início a uma terça-feira e terminou a uma quarta-feira.
| Ano completo                          |
| ------------------------------------- |
| Ano bissexto com início à terça-feira |

## Eventos

### Junho
- 9 de junho - Rei Jorge II da Grã-Bretanha concede o direito a James Oglethorpe de fundar a província da Geórgia, separando-a da região da Carolina do Sul.

### Setembro
- 16 de Setembro - Explosão do paiol de pólvora do castelo de Campo Maior devido a uma tempestade, matando grande parte da população local.

### Novembro
- Início da reedificação da Matriz da vila da Calheta, a Igreja de Santa Catarina, ilha de São Jorge, Açores.
- 9 de Novembro - Fundação da Congregação do Santíssimo Redentor, em Scala, Itália.

### Dezembro
- 6 de Dezembro, Cheias provocam mortes na ilha de São Jorge. Os lugares mais afectados foram Urzelina, Figueiras, Serroa e Velas.

## Nascimentos
- 24 de janeiro - Beaumarchais, autor de teatro francês (m. 1799).
- 22 de Fevereiro - George Washington, primeiro presidente dos Estados Unidos (m. 1799).
- Johann Christoph Adelung, foi um Filólogo alemão (m. 1806).

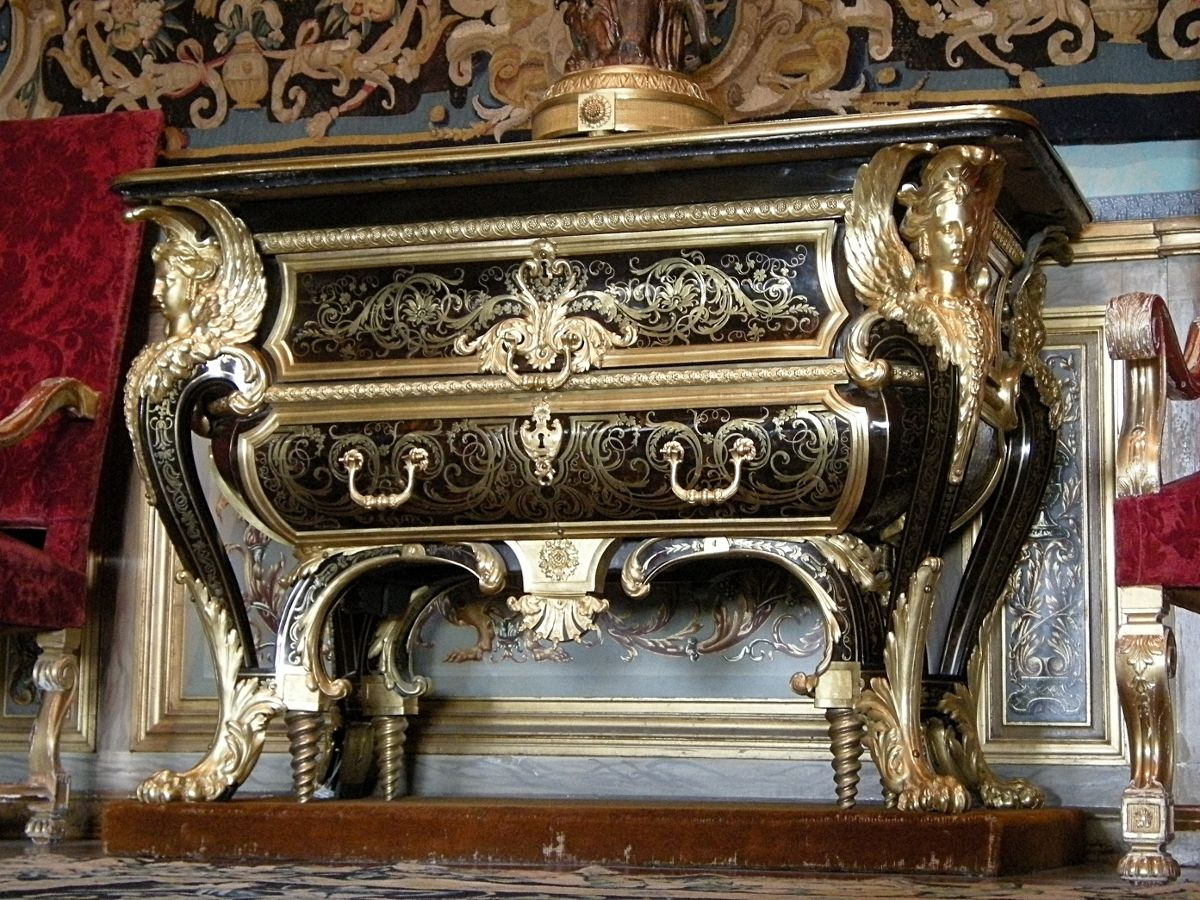
Cómoda do mestre André-Charles Boulle, no Palácio de Vaux-le-Vicomte, França.

## Mortes
- 28 de Fevereiro - André-Charles Boulle, mestre de marqueteria do estilo Luís XIV (n. 1642).
- 4 de Dezembro - John Gay, poeta e dramaturgo inglês. (n. 1685).

## Por tema
- 1732 na ciência
- 1732 na literatura
- 1732 na política